# Sz. Gárdos Kornélia
Sz. Gárdos Kornélia (Budapest, 1899. szeptember 18. – München, 1984. december 7.) magyar színésznő, író, tanár.

## Életpályája
1915–1918 között a Színiakadémia hallgatója volt. 1918-tól Brassóban volt látható. 1918–1919 között Kassán lépett fel. 1919–1920 között a Madách Színház és az Újszínház foglalkoztatta. 1921–1922 között a Renaissance Színház tagja volt. 1924-ben a Magyar Színházban lépett fel. 1926-tól előadóesteket tartott. 1929-től a Nemzeti Zenedében versmondást és színpadi gyakorlatot tanított. 1932–1933 között a Kamara Színházban volt látható. 1936–1944 között a Nemzeti Színház színművésze volt. 1937-ben a Vígszínházban is szerepelt. Az 1940-es években tevékeny részt vett a Nyilaskeresztes Párt kulturális rendezvényein. 1944. november 18-án, szombaton délután részt vett a Szálasi Ferenc vezette, királyi várban rendezett első ún. Kultúrértekezleten, ahol a magyar közélet számos meghatározó személyisége is megjelent. 1945 után emigrált; Ausztriában és az NSZK-ban élt. 
Több európai nagyvárosban tartott irodalmi esteket német és francia nyelven. Színházi szakcikkeket írt, színműveket fordított magyar nyelvre.

## Magánélete
1952-ben Innsbruckban házasságot kötött Torjai Szabó István (1907–1991) íróval.

## Színházi szerepei
- Ibsen: Solness építőmester – Hilda
- Shaw: Szent Johanna – Szent Johanna
- William Shakespeare: Rómeó és Júlia – Júlia
- William Shakespeare: A makrancos hölgy – Kata
- Madách Imre: Az ember tragédiája – Éva
- Hasenclever: Antigoné – Antigoné

## Filmjei
- Mozibolond (1922)
- Afrikai vőlegény (1944)